# 郭彰
郭彰（？年—？年），字叔武，太原郡晉陽縣人。賈南風從舅。西晉冠軍縣侯。諡烈。

## 生平
郭彰與賈充親善，賈充的妻子對待郭彰如同所生。郭彰歷任散騎常侍、尚書、衛將軍，封冠軍縣侯。
晉武帝打算任命郭琦為佐著作郎，於是詢問郭琦的族人尚書郭彰。郭彰向來不喜歡郭琦，於是回答不知道，晉武帝說：「如果如卿所言，烏丸家兒能事卿，即堪為郎矣。」便決意任用郭琦。
有一天武庫失火，時任尚書的郭彰率領百人只顧自保而不救火，劉暾嚴肅地去責問郭彰。郭彰大怒說：「我能截君角也。」劉暾憤怒地說：「你怎膽敢恃寵做威，皇上所賜的官帽你也敢截角！」於是準備索紙筆上奏，郭彰不敢再說話，眾人亦為郭彰解釋，劉暾才不堅持。從此以後，昔日表現得奢侈的郭彰變得簡樸。
元康元年（公元291年）賈南風與族兄车骑将军司马贾模、時任右衛將軍的郭彰、妹妹賈午之子賈謐、司馬瑋和司馬繇一同干預國政。
郭彰干預朝政後，人心歸附，賓客盈門。世人稱的「賈郭」指的就是賈謐及郭彰。郭彰去世後，諡號為烈。

## 金谷二十四友
賈謐、郭彰權勢越來越大，賓客眾多。賈謐雖然驕奢但好學，喜延士大夫，郭彰、石崇、陸機、陸雲、和郁及滎陽潘岳、清河崔基、勃海歐陽建、蘭陵繆徵、京兆杜斌、摯虞、琅邪諸葛詮、弘農王粹、襄城杜育、南陽鄒捷、齊國左思、沛國劉瑰、周恢、安平牽秀、穎川陳眕、高陽許猛、彭城劉訥、中山劉輿、輿弟劉琨皆阿附於賈謐，號曰二十四友。

## 延伸阅读
[在维基数据编辑]
 《晉書/卷040》，出自房玄齡《晉書》